# Tomba della Mula
La tomba della Mula si trova in via della Mula 2 a Sesto Fiorentino (FI). Si tratta di una tomba a thòlos (falsa cupola) risalente al VII secolo a.C., in un ottimo stato di conservazione.

## Storia e descrizione
Il nome rievoca un'antica leggenda toscana, che riportava come nelle campagne attorno a Firenze fosse sepolta una "mula d'oro" massiccio, tanto che circolava un adagio popolare recitante "Tra Quinto, Sesto e Colonnata, una mula d'oro c'è sotterrata": in effetti è un riflesso dei tesori del mondo etrusco e romano che talvolta venivano accidentalmente rinvenuti nel sottosuolo.
È nota almeno dal XV secolo, quando venne incorporata nell'attuale Villa Garbi Pecchioli (conosciuta anche con il nome di Villa Mula) come cantina, modificandone il pavimento e demolendone una parte del dromos (la struttura di accesso).
Presenta una copertura cupoliforme e misura circa 9 metri di diametro. A differenza della vicina e coeva tomba della Montagnola non presenta all'interno un pilastro di sostegno, ma le pareti si curvano sin dal livello del suolo per chiudersi in alto. La tecnica della tholos era conosciuta in tutta l'area del Mediterraneo orientale, come testimonia per esempio il celebre tesoro di Atreo presso Micene in Grecia. Sebbene non raggiunga le dimensioni delle tombe micenee, si tratta di una della più grande "cupola" pre-romana conosciuta in area italica.
Nei pressi sorge il parco di Villa Solaria, dove, nel 1820, fu ritrovata un'altra tomba, poi demolita per utilizzarne le rocce.
Nel 1905 è stata dichiarata Monumento Nazionale